# Martiniega
En la Corona de Castilla la martiniega es el impuesto más antiguo, pagado el día de San Martín, el 11 de noviembre, y que quizá proviniese del derecho exigido al campesino que se asentaba en un terreno no cultivado previamente (la Repoblación de la Meseta del Duero se efectuó frecuentemente mediante presuras u ocupaciones de tierras vacías). En el siglo XVII suponía una carga de doce maravedís anuales, cantidad muy escasa que, con el pasar del tiempo, la inflación y las devaluaciones monetarias, se había convertido más que otra cosa en un símbolo de jurisdicción en tierras de realengo o señorío, según fuera el rey o el señor del lugar quien lo cobrara.
En Aliste, Tábara y Alba, en la provincia de Zamora, era recaudado por el Marquesado de Távara y el de Alcañices, jundo con el Condado de Alba de Aliste, in natura, a través de gallinas y aves de corral, cebones, terneras, cabritos y corderos.
En Las Asturias de Santillana en 1404, según el apeo formado por orden del infante Don Fernando de Antequera, editada por el ingeniero Fernando González-Camino y Aguirre, el concejo de Ubiarco entregaba a la Corona treinta maravedíes y medio como m. La Gran Enciclopedia Asturiana señala que la m. fijaba el final del año agrícola. En Fueros y Ordenanzas de Asturias. Siglos XI-XV, de Santos Coronas, se señala que en Ribadeo "quien mora en heredad realenga pague seis maravedís de m. y el que no mora en ella y es heredero pague tres maravedís".
Desapareció junto con el Antiguo Régimen y el señorío jurisdiccional, como consecuencia de la labor legislativa de las Cortes de Cádiz. 